# Grégoire Bireau
Pour les articles homonymes, voir Bireau.
Grégoire Bireau est un rameur (Aviron) français né le 20 novembre 2002 à Bordeaux. Il commence à 10 ans au club nautique de Libourne dans lequel il est toujours licencié. Il est vice-champion d'Europe en 2024, et médaillé de bronze en quatre avec barreur mixte aux Jeux paralympiques de 2024 à Paris.

## Biographie
Fils et petit-fils de kinésithérapeutes (son grand-père paternel Jean-Claude Bireau fut aussi député), en 2019, alors en Terminale au lycée, il quitte la région bordelaise pour rentrer au Pôle France d’aviron de Toulouse.

## Carrière sportive
En 2021, il intègre l'équipe de France U23 et participe à ses premiers championnats du monde U23 lors desquels il termine 10e.
En juillet 2022, il est victime d’un accident du travail avec l'hélice d'un bateau à moteur qu’il utilise pour encadrer une séance d'aviron. Blessé à la main, il intègre moins d'un an après l’équipe de France paralympique d'aviron. Il gagne ses premières médailles au niveau européen début 2023, tout d’abord en indoor puis à bord du bateau de quatre barré mixte PR3.
En septembre 2023, l’équipe qu’il compose avec Margot Boulet, Rémy Taranto, Érika Sauzeau et la barreuse Émilie Acquistapace qualifie le bateau tricolore pour les Jeux paralympiques de 2024 grâce à une 5e place lors des Championnats du monde.
Il participe de nouveau l'année suivante aux championnats d'Europe d'aviron de 2024 à Szeged en Hongrie et y remporte la médaille d'argent en quatre barré mixte PR3,. Il fait équipe avec Margot Boulet, Rémy Taranto, Candyce Chafa et Émilie Acquistapace. Ils sont nettement derrière les Britanniques mais arrivent à devancer les Italiens et les Espagnols.
Il prend part aussi à la dernière épreuve de la coupe du monde, à Poznań, et y remporte avec ses coéquipiers la médaille de bronze.
Il est sélectionné et se qualifie pour la finale de quatre avec barreur mixte des Jeux paralympiques d'été de 2024 à Paris ; le bateau français est médaillé de bronze..

## Carrière professionnelle
En mars 2024, Grégoire intègre l’équipe police nationale,. Depuis 2022, celle-ci a évolué pour permettre aux athlètes paralympiques de bénéficier d’un soutien de l’institution mais aussi d’opportunité de reconversion professionnelle. Il est qualifié pour les Jeux Paralympiques de Paris 2024.

## Palmarès
| Année | Compétition           | Épreuve                | Classement |
| ----- | --------------------- | ---------------------- | ---------- |
| 2023  | Championnats d'Europe | Quatre barré mixte PR3 | 3e         |
| 2023  | Championnats du monde | Quatre barré mixte PR3 | 5e         |
| 2024  | Championnats d'Europe | Quatre barré mixte PR3 | 2e         |
| 2024  | Jeux paralympiques    | Quatre barré mixte PR3 | 3e         |

## Décoration
- Chevalier de l'ordre national du Mérite (2024)[9]